# Хаят Тахрір аш-Шам
Хаят Тахрір аш-Шам (араб. هيئة تحرير الشام, «Організація визволення Леванту») — повстанська військова коаліція ісламістського спрямування, сформована у 2017 р. шляхом злиття в єдину армію декількох потужних антиурядових угрупувань, що брали активну участь у громадянській війні в Сирії.

## Формування
До складу Хаят Тахрір аш-Шам (ХТШ) увійшли такі групи повстанців як «Джабгат Фатах аш-Шам» (колишня Джабгат ан-Нусра), «Джабгат Ансаруддін», «Джейш ас-Сунна» та «Ліва аль-Хак».
Командиром (аміром) нового повстанського альянсу став Абу Мухаммад аль-Джулані (військовий амір «Джабгат ан-Нусра» від самого початку війни).
ХТШ проголосило дві первинні мети своєї боротьби: знищення тиранічного режиму Башара аль-Асада і встановлення шаріату на території Сирії. Головними своїми ворогами ХТШ називає сирійський режим, Іран та Російську Федерацію. Окрім того, ХТШ перманентно перебуває у жорсткому військовому протистоянні з ІД, а також із деякими іншими антиурядовими формуваннями (Ахрар аш-Шам, тощо). З початку 2018 р. особливо запеклі бойові підрозділи ХТШ вели з формуваннями протурецької коаліції Джабгат Тахрір Сурія у провінціях Ідліб та Алеппо.
Нове об'єднання моджахедів швидко отримало визнання та прихильність серед багатьох сирійських мусульман-сунітів (в першу чергу за рахунок визначної ролі Джабгат ан-Нусра упродовж війни) та закордонних прибічників ідеї джихаду, і навіть призвело до переходу деяких підрозділів Вільної сирійської армії до складу Хаят Тахрір аш-Шам.

### Ударна група Malhama Tactical
У складі ХТШ діє окреме військове угрупування під назвою Malhama Tactical, заснована москвичем узбецького походження на псевдо Абу Рофік. У бойовому відношенні Malhama Tactical є відділенням спеціального призначення, і складається переважно з російськомовних мусульман. Низка бійців спецпідрозділу є ветеранами ПДВ ЗС РФ, а також присутні досвідчені чеченські моджахеди. Командир спецпідрозділу загинув в результаті авіаційної атаки 7 лютого 2017 р.

### Іноземна підтримка
Уряд Ірану в вересні 2017 року звинуватив Катар та Саудівську Аравію у підтримці Тахрір аш-Шам.
10 вересня 2024 року турецькі ЗМІ писали, що в середині червня того ж року в Ідлібі з лідерами організації проводили переговори представники ГУР МО України, де обговорювали військову співпрацю. Українська сторона запропонувала надати ХТШ 75 безпілотників (БПЛА). У свою чергу ХТШ мала атакувати сирійські та російські війська. Однак досі не з'явилося жодної інформації чи зображень, які б підтверджували це твердження.

## Бойові дії проти Збройних Сил РФ

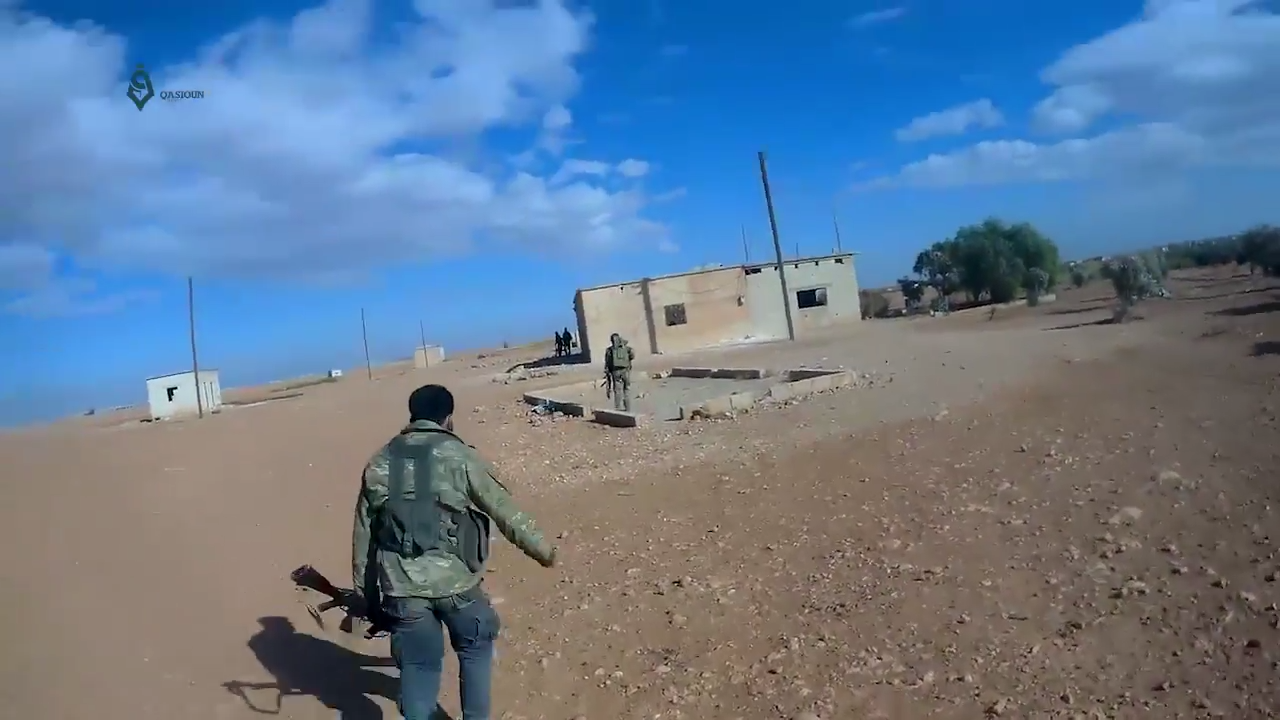
Бійці Тахрір аш-Шам у селі Мушаірфа на північний схід від міста Хама, жовтень 2017

ХТШ брало активну участь у бойових діях як проти ЗС Росії, так і проти інших військових угруповань, що воювали на боці режима Башара аль-Асада. Наприклад, група з 18 бійців зі складу російської ПВК Вагнера, за повідомленням інформаційного ресурсу ХТШ Sham Center, була повністю знищена в результаті бою 20 жовтня 2017 р. на території Сирії. ХТШ поширила ім'я та фотографії одного з ліквідованих — ним виявився уродженець Республіки Мордовія Юрій Ебель, найманець, що раніше брав участь у бойових діях проти ЗСУ на території України.
Крім того, ресурси ХТШ повідомляли про низку інших бойових ударів по росіянам у вересні 2017 р.: знищення військового гелікоптера РФ у провінції Хама, атаки на підрозділ Сил спеціальних операції РФ у провінції Хама (в результаті бою росіяни втратили до 10 вояків вбитими і пораненими), тощо.

## Резонансі атаки
25 лютого 2017 р. підривник-смертник із підрозділів ХТШ здійснив успішну атаку на штаб-квартиру воєнної розвідки армії Башара аль-Асада у місті Хомс. За різними даними, загинуло від 10 до 30 урядових військових, включно з керівником воєнної розвідки.
27 листопада 2024 року, угруповання почало великий наступ на північному заході Сирії, взяло більшу частину місто Алеппо і підійшло до міста Хама.
5 грудня 2024 року угруповання у складі антиурядових сил захопило місто Хама. У ніч на 8 грудня 2024 року внаслідок наступу угруповання та його союзників був взятий Дамаск, що ознаменувало падіння режиму Асадів у Сирії.

## Розформування
Частіше у соціальних мережах з'являються повідомлення, що Ахмад аш-Шараа оголосив про розпуск організації, але офіційно це не підтверджено. Також нещодавно лідер Сирії заявив, що всі озброєні угруповання будуть розформовані.